# Canton d'Auray
Pour les articles homonymes, voir Auray (homonymie).
Le canton d'Auray est une circonscription électorale française située dans le département du Morbihan et la région Bretagne.
À la suite du redécoupage cantonal de 2014, les limites territoriales du canton sont remaniées. Le nombre de communes du canton passe de 9 à 7.

## Histoire
De 1833 à 1848, les cantons d'Auray et de Quiberon avaient le même conseiller général. Le nombre de conseillers généraux ne pouvait pas dépasser 30 par département.
Un nouveau découpage territorial de la Morbihan entre en vigueur à l'occasion des élections départementales de 2015. Il est défini par le décret du 21 février 2014, en application des lois du 17 mai 2013 (loi organique 2013-402 et loi 2013-403). Les conseillers départementaux sont, à compter de ces élections, élus au scrutin majoritaire binominal mixte. Les électeurs de chaque canton élisent au Conseil départemental, nouvelle appellation du Conseil général, deux membres de sexe différent, qui se présentent en binôme de candidats. Les conseillers départementaux sont élus pour 6 ans au scrutin binominal majoritaire à deux tours, l'accès au second tour nécessitant 12,5 % des inscrits au 1er tour. En outre la totalité des conseillers départementaux est renouvelée. Ce nouveau mode de scrutin nécessite un redécoupage des cantons dont le nombre est divisé par deux avec arrondi à l'unité impaire supérieure si ce nombre n'est pas entier impair, assorti de conditions de seuils minimaux. Dans le Morbihan, le nombre de cantons passe ainsi de 42 à 21.
Le nouveau canton d'Auray est formé de 7 des 9 communes de l'ancien canton, toutes incluses dans l'arrondissement de Lorient. Le bureau centralisateur est situé à Auray.

## Représentation

### Juges de paix
- 1871-1875 : Louis Dein

### Conseillers d'arrondissement
| Période                                  | Période      | Identité                                           | Étiquette                                | Qualité |
| ---------------------------------------- | ------------ | -------------------------------------------------- | ---------------------------------------- | --- |
| 1833                                     | 1836         | Fortuné Cauzique                                   |                                          | Maire de Crach                                                                                              |
| 1836                                     | 1842         | François Louis Auguste Guyot de Salins (1788-1871) | Royaliste                                | Avocat, notaire à Auray                                                                                     |
| 1842                                     | 1848         | Louis Marie Fortuné Le Roux (1800-1882)            |                                          | Négociant en vins et draps à Auray                                                                          |
|                                          |              |                                                    |                                          | |
| 1871                                     |              | M. Tanguy                                          |                                          | |
|                                          |              |                                                    |                                          | |
| 1895                                     | 1913         | Louis Le Doré (1840-1916)                          | Conservateur puis Républicain catholique | Négociant en bois, maire d'Auray, Président du Conseil d'arrondissement                                     |
| 1913                                     | 1919         | Théophile Martin de Kergurione                     | Libéral                                  | Ostréiculteur à Saint-Philibert                                                                             |
| 1919                                     | 1925 (décès) | Auguste Lahoulle                                   | Conservateur                             | Ancien conseiller municipal d'Auray                                                                         |
| 1925                                     | 1927         | Joseph Flandrois (1877-1965)                       | URD                                      | Propriétaire-agriculteur et négociant à Auray                                                               |
| 1927                                     | 1940         | Pierre Le Visage                                   | Radical                                  | Maire de Locmariaquer                                                                                       |
| 1940                                     |              |                                                    |                                          | Les conseils d'arrondissement ont été suspendus par la loi du 12 octobre 1940 et n'ont jamais été réactivés |
| Les données manquantes sont à compléter. |              |                                                    |                                          | |

### Conseillers généraux avant 2015
| Période | Période          | Identité                                                                       | Étiquette           | Qualité |
| ------- | ---------------- | ------------------------------------------------------------------------------ | ------------------- | --- |
| 1833    | 1848             | Jean-Marie Bosquet (1782-1862)                                                 |                     | Lieutenant-colonel en retraite à Auray |
| 1848    | 1852             | Jean Vincent Marie Guyot d'Asnières de Salins (1788-1863)                      |                     | Notaire et avocat à Auray |
| 1852    | 1864             | Philippe Boullé                                                                | Majorité dynastique | Général de brigade Député (1854-1863) |
| 1864    | 1871             | Hyacinthe Humphry                                                              |                     | Notaire, maire d'Auray |
| 1871    | 1880             | Christophe Marie Auguste Guyot d'Asnières de Salins (frère de J.Vincent Guyot) | Droite              | Notaire, propriétaire - Maire d'Auray |
| 1880    | 1898             | Joseph Martin d'Auray                                                          | Droite              | Négociant Député (1872-1876 et 1881-1889) |
| 1898    | 1904             | Vicomte Gaston d'Argy                                                          | Républicain         | Propriétaire à Crac'h |
| 1904    | 1910             | Jean-Marie Lotodé                                                              | Droite              | Négociant à Auray |
| 1910    | 1919             | Pierre Le Mouroux                                                              | Républicain         | Vétérinaire Maire d'Auray (1908-1919) |
| 1919    | 1927 (décès)     | Théophile Martin de Kergurione (1866-1927)                                     | Libéral             | Ostréiculteur à Saint-Philibert Président du Conseil Général                                                                                      |
| 1927    | 1940             | Joseph Flandrois (1877-1965)                                                   | URD                 | Propriétaire-agriculteur et négociant à Auray |
|         |                  |                                                                                |                     | |
| 1943    | 1944 (décès)     | Louis-Marie Allanic (1887-1944)                                                |                     | Abbé, professeur et économe du Petit Séminaire de Sainte-Anne-en-Pluneret Conseiller municipal de Pluneret Nommé conseiller départemental en 1943 |
|         |                  |                                                                                |                     | |
| 1945    | 1964 (décès)     | Yves Kerroux                                                                   | RI                  | Agent général d'assurances Maire d'Auray (1944-1947 et 1957-1964)                                                                                 |
| 1964    | 1969 (décès)     | Pierre Dugor                                                                   | RI                  | Horloger-bijoutier Maire d'Auray (1964-1969) |
| 1970    | 1994             | Pierre Orain                                                                   | UDF                 | Chef d'entreprise Maire de Locmariaquer |
| 1994    | 2008             | Michel Naël                                                                    | DVD                 | Directeur régional de l'enseignement agricole privé, retraité Maire d'Auray (1977-1995)                                                           |
| 2008    | 2014 (démission) | Philippe Le Ray                                                                | DVD                 | Agriculteur-propriétaire exploitant Député du Morbihan (2012-2017) - Maire-adjoint de Plumergat                                                   |
| 2014    | 2015             | Marie-Jo Le Breton                                                             | DVD                 | Infirmière retraitée, Auray |

### Conseillers départementaux depuis 2015
| Période élective | Période élective | Mandat | Mandat   | Identité             | Nuance | Nuance | Qualité |
| ---------------- | ---------------- | ------ | -------- | -------------------- | ------ | ------ | --- |
| 2015             | 2021             | 2015   | 2021     | Michel Jalu          |        | DVD    | Cadre de la Caisse Primaire d'Assurance Maladie retraité Maire de Plumergat (2001-2020)                         |
| 2015             | 2021             | 2015   | 2021     | Marie-José Le Breton |        | DVD    | Infirmière retraitée 2e vice-présidente de la commission permanente du conseil départemental                    |
| 2021             | 2028             | 2021   | en cours | Michel Jalu          |        | DVD    | Conseiller sortant                                                                                              |
| 2021             | 2028             | 2021   | en cours | Marie José Le Breton |        | DVD    | Conseillère sortante 5ème Vice-présidente du conseil départemental, déléguée aux sports et à la vie associative |

### Résultats détaillés

#### Élections de mars 2015
À l'issue du 1er tour des élections départementales de 2015, deux binômes sont en ballottage : Michel Jalu et Marie-José Le Breton (Union de la Droite, 42,47 %) et Martine Guillas et Guy Roussel (Union de la Gauche, 22,99 %). Le taux de participation est de 53,06 % (12 583 votants sur 23 714 inscrits) contre 52,56 % au niveau départemental et 50,17 % au niveau national.
Au second tour, Michel Jalu et Marie-José Le Breton (Union de la Droite) sont élus avec 62,57 % des suffrages exprimés et un taux de participation de 50,13 % (6 862 voix pour 11 888 votants et 23 712 inscrits).

#### Élections de juin 2021
Le premier tour des élections départementales de 2021 est marqué par un très faible taux de participation (33,26 % au niveau national). Dans le canton d'Auray, ce taux de participation est de 35,17 % (8 983 votants sur 25 544 inscrits) contre 34,81 % au niveau départemental. À l'issue de ce premier tour, deux binômes sont en ballottage : Michel Jalu et Marie José Le Breton (Union au centre et à droite, 53,08 %) et Pierre Le Scouarnec et Cathy Verger (DVG, 31,96 %).
Le second tour des élections est marqué une nouvelle fois par une abstention massive équivalente au premier tour. Les taux de participation sont de 34,36 % au niveau national, 36 % dans le département et 37,06 % dans le canton d'Auray. Michel Jalu et Marie José Le Breton (Union au centre et à droite) sont élus avec 60,99 % des suffrages exprimés (5 476 voix pour 9 468 votants et 25 547 inscrits),,. 

## Composition

### Composition avant 2015

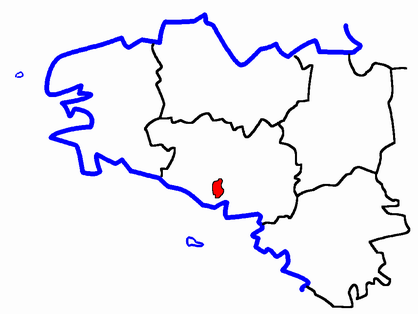
Situation du canton d'Auray dans le département du Morbihan avant 2015.

Le canton groupait neuf communes.
| Nom                 | Code Insee | Codepostal | Superficie (km2) | Population (dernière pop. légale) | Densité (hab./km2) |
| ------------------- | ---------- | ---------- | ---------------- | --------------------------------- | ------------------ |
| Auray (chef-lieu)   | 56007      | 56400      | 6,91             | 12 771 (2012)                     | 1 848              |
| Le Bono             | 56262      | 56400      | 5,96             | 2 124 (2012)                      | 356                |
| Crach               | 56046      | 56950      | 30,54            | 3 285 (2012)                      | 108                |
| Locmariaquer        | 56116      | 56740      | 10,99            | 1 600 (2012)                      | 146                |
| Plougoumelen        | 56167      | 56400      | 21,30            | 2 417 (2012)                      | 113                |
| Plumergat           | 56175      | 56400      | 41,94            | 3 774 (2012)                      | 90                 |
| Pluneret            | 56176      | 56400      | 26,20            | 5 246 (2012)                      | 200                |
| Saint-Philibert     | 56233      | 56470      | 7,05             | 1 612 (2012)                      | 229                |
| Sainte-Anne-d'Auray | 56263      | 56400      | 4,97             | 2 576 (2012)                      | 518                |

### Composition depuis 2015
Le canton d'Auray comprend désormais sept communes entières.
| Nom                           | Code Insee | Intercommunalité                   | Superficie (km2) | Population (dernière pop. légale) | Densité (hab./km2) | Modifier                                    |
| ----------------------------- | ---------- | ---------------------------------- | ---------------- | --------------------------------- | ------------------ | ------------------------------------------- |
| Auray (bureau centralisateur) | 56007      | CC Auray Quiberon Terre Atlantique | 6,91             | 14 417 (2022)                     | 2 086              | modifier les données · modifier les données |
| Crach                         | 56046      | CC Auray Quiberon Terre Atlantique | 30,54            | 3 458 (2022)                      | 113                | modifier les données · modifier les données |
| Locmariaquer                  | 56116      | CC Auray Quiberon Terre Atlantique | 10,99            | 1 567 (2022)                      | 143                | modifier les données · modifier les données |
| Plumergat                     | 56175      | CC Auray Quiberon Terre Atlantique | 41,94            | 4 199 (2022)                      | 100                | modifier les données · modifier les données |
| Pluneret                      | 56176      | CC Auray Quiberon Terre Atlantique | 26,20            | 6 257 (2022)                      | 239                | modifier les données · modifier les données |
| Saint-Philibert               | 56233      | CC Auray Quiberon Terre Atlantique | 7,05             | 1 580 (2022)                      | 224                | modifier les données · modifier les données |
| Sainte-Anne-d'Auray           | 56263      | CC Auray Quiberon Terre Atlantique | 4,97             | 2 837 (2022)                      | 571                | modifier les données · modifier les données |
| Canton d'Auray                | 5601       |                                    | 128,60           | 34 315 (2022)                     | 267                | modifier les données                        |

## Démographie

### Démographie avant 2015
| 1962   | 1968   | 1975   | 1982   | 1990   | 1999   | 2006   | 2011   | 2012   |
| ------ | ------ | ------ | ------ | ------ | ------ | ------ | ------ | ------ |
| 19 190 | 19 577 | 22 393 | 23 851 | 26 146 | 28 342 | 32 804 | 35 025 | 35 405 |

### Démographie depuis 2015
En 2022, le canton comptait 34 315 habitants, en évolution de +5,98 % par rapport à 2016 (Morbihan : +3,82 %, France hors Mayotte : +2,11 %).
| 2013   | 2018   | 2022   |
| ------ | ------ | ------ |
| 31 174 | 33 042 | 34 315 |